# Vorupør Sogn
Vorupør Sogn er et sogn i Thisted Provsti (Aalborg Stift). Sognet ligger i Thisted Kommune (Region Nordjylland). Indtil Kommunalreformen i 2007 lå det i Thisted Kommune (Viborg Amt). Sognet ligger i Hundborg Herred (Thisted Amt). I Vorupør Sogn ligger Vorupør Kirke. 

## Historie
Hundborg Sogn omfattede fra gammel tid Vorupør, men indtil ca. 1800 søgte vorupøringerne mest Jannerup kirke. I løbet af 1800-tallet skiftede det til Hundborg kirke. Oplysninger om Vorupørfolk kan være indskrevet i enten den ene eller anden kirkebog indtil midten af 1800-tallet.
Efter byggeriet af den gamle Vorupør kirke på Vorupør gamle kirkegård i 1878 blev Vorupør et kirkedistrikt inden for Hundborg Sogn. Fra samme år blev der indført en selvstændig kirkebog for Vorupør. Fra 1903 fik Vorupør kirkedistrikt sit eget menighedsråd.
I 1980 blev Vorupør et selvstændigt sogn. Vorupør, Hundborg og Jannerup udgjorde derefter et pastorat, som var i nært samarbejde med Vang Sogn. I dag hedder pastoratet Hundborg-Jannerup-Vorupør-Vang-Vester Vandet.
Indtil Kommunalreformen i 1970 hørte området (dengang en del af Hundborg Sogn) til Hundborg-Jannerup Kommune i Thisted Amt.

## Stednavne
I Vorupør Sogn ligger Vorupør Kirke. Hovedbyen er Nørre Vorupør.
I Vorupør Sogn findes flg. autoriserede stednavne:
- Sønder Vorupør (bebyggelse)
- Udemark (bebyggelse – en gård)

Andre stednavne er:
- Stoiholm (gård)
- Bredkær Rende, kaldet Æ Rennd (bæk)
- Førby sø (Vorup sø)
- Vorupør ny (eller vestre) kirkegård
- Vorupør gamle (eller østre) kirkegård
- Tornbakke, kaldet Æ Tôrbakk (velsagtens navngivet efter tornekrat), med sømærket kaldet Æ Cigar
- Æ Ojbakk
- Vorupør landingsplads
- Vorupør mole
- Æ Klæem, området nord og nordøst for Vesterhavsgade, som indtil 1970 var en vidstrakt hede med spredte huse, heraf vejen Klemsvej